# 옥천 석탄리 고인돌

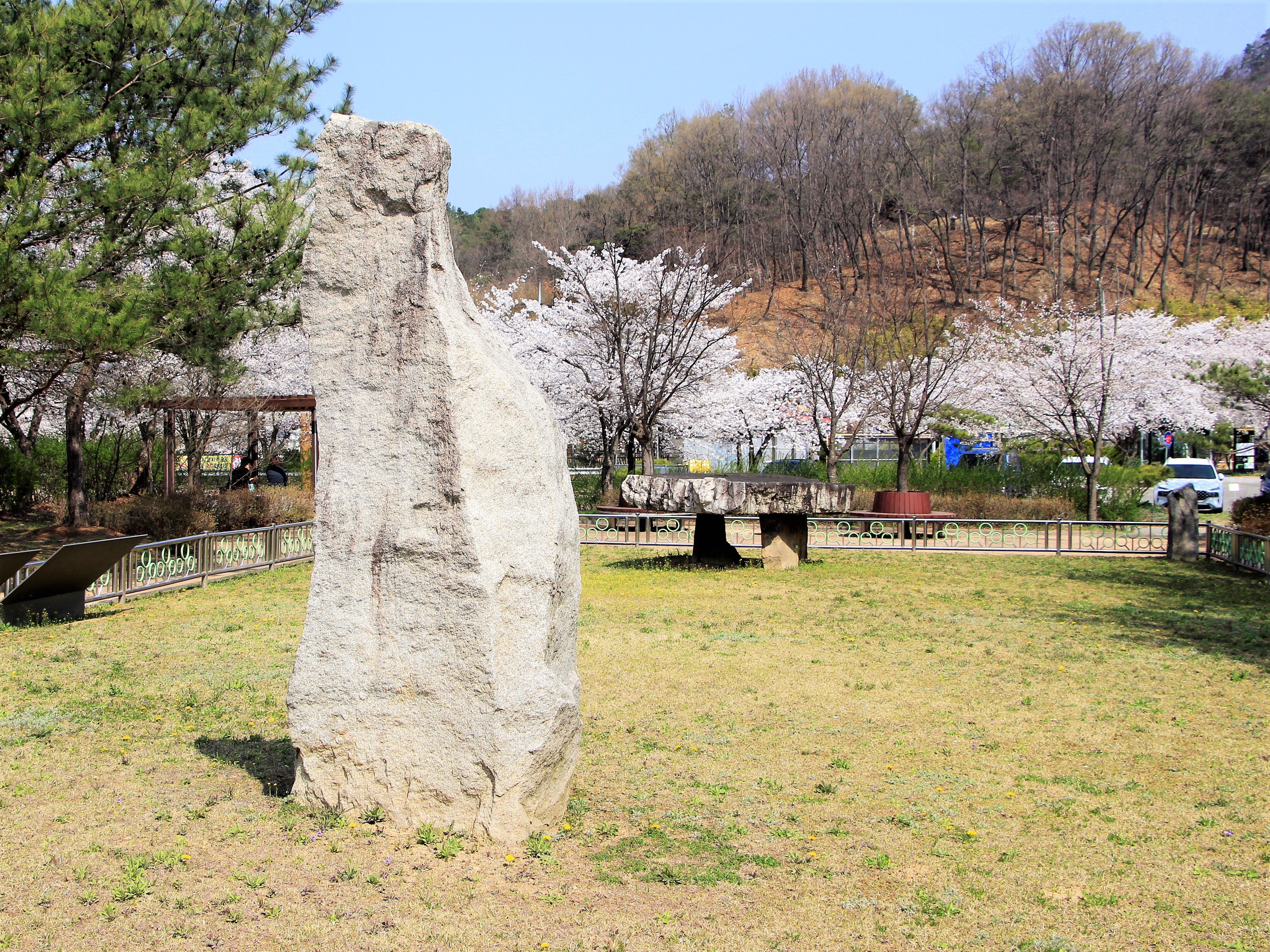
옥천 석탄리 선돌과 함께 고인돌이 있다.

옥천 석탄리 고인돌(沃川 石灘里 支石墓)은 충청북도 옥천군 동이면 석탄리에 있는 고인돌이다. 1975년 8월 20일 충청북도의 유형문화재 제10호 '옥천 석탄리 지석묘'로 지정되었다가, 2010년 10월 1일 충청북도의 기념물 제147호로 변경 지정되었다.

## 개요
지석묘(고인돌)는 청동기시대의 무덤양식 중 하나로, 주검을 땅 위에 두는 탁자식(북방식)과 땅 아래에 두는 바둑판식(남방식), 그리고 주검을 지하에 묻고 그 위에 덮개돌만을 덮는 개석식의 세 종류가 있다. 이 중 옥천 석탄리 고인돌의 경우 탁자식 고인돌로, 4면에 널돌을 세우고 그 위로 길고 평평한 덮개돌을 얹은 모습이었는데, 현재는 앞뒷면 널돌은 사라지고 양쪽면에만 널돌이 남아있다. 이곳에서 발견된 유물은 갈돌대, 돌쩌귀, 돌칼, 돌화살촉, 그물추, 구멍쪼으개, 여성을 나타낸 얼굴조각, 토기 등이다. 주로 식생활에 관련된 유물이 많아 묻힌 사람은 여자였을 것으로 판단된다.
아울러 고인돌의 앞에는 선돌이 위치해 있는데, 이 역시 충북도의 기념물로 동반지정되어 있다. 학계에서는 선돌이 고인돌의 표식을 알려주는 역할을 하거나 고인돌 자체를 수호하는 역할을 했다고 보고 있다.

## 참고 자료
- 옥천 석탄리 고인돌 - 국가유산청 국가유산포털